# 扎毛乡
扎毛乡，是中华人民共和国青海省黄南藏族自治州同仁市下辖的一个乡镇级行政单位。

## 行政区划
扎毛乡下辖以下地区：
扎毛村、卡苏乎牧委会、和日村和果盖里仓村。

## 中国传统村落
2013年8月，牙什当村被评为第二批中国传统村落。